# Marco Bianchi (cuoco)
Marco Bianchi (Milano, 22 settembre 1978) è un cuoco e personaggio televisivo italiano.

## Biografia
Si è diplomato come tecnico di ricerca biochimica presso l'istituto di ricerche farmacologiche "Mario Negri" (IRCCS) e, successivamente, ha iniziato a lavorare presso l'Istituto FIRC di oncologia molecolare (IFOM) di Milano, per poi diventare divulgatore scientifico per la Fondazione Umberto Veronesi.
Ha ricoperto il ruolo di ambassador per Expo 2015 e quello di direttore artistico per la Milano Food & Wellness (manifestazione dedicata all'alimentazione e all'attività fisica). Dopo la nascita della sua primogenita Vivienne si è dedicato all'alimentazione durante gravidanza, allattamento e svezzamento, seguendo contemporaneamente la dieta di sportivi come Federica Pellegrini, Filippo Magnini e i fratelli Maria e Tommaso Marconi.
Nel 2013 col libro Un anno in cucina con Marco Bianchi ha ottenuto il Premio Bancarella della Cucina.
Nel 2016 gli è stato attribuito alla Camera dei deputati il premio America della Fondazione Italia USA.
Nel 2020 gli viene affidata da Rai 1 la conduzione del programma Linea verde Estate, in coppia con Angela Rafanelli, e una rubrica fissa di cucina nel programma Buongiorno benessere di Vira Carbone, alternandosi con Alessandro Circiello. Nel 2021 torna alla conduzione di Linea verde Estate nuovamente in coppia con Angela Rafanelli.

## Vita privata
Nel 2019, dopo il matrimonio con Veruska Formelli, da cui ha avuto la figlia Vivienne, ha fatto coming out, fidanzandosi con il blogger Luca Guidara. Nel 2021, anche in seguito a una grave malattia che ha colpito il compagno, la coppia si è separata.

## Televisione
- Tesoro, salviamo i ragazzi (Fox Life, 2011-2012) [12]
- In linea con Marco Bianchi (Fox Life, 2012)
- Geo&Geo (Rai 3, 2012-2013) ospite fisso
- Aiuto, stiamo ingrassando! (Fox Life, 2013) [13][14]
- Detto fatto (Rai 2, 2013-2014) ospite fisso
- La prova del cuoco (Rai 1, 2014-2018) ospite fisso [15]
- La mia cucina delle emozioni (Food Network, 2018)
- Il gusto della felicità (Food Network, 2019)
- Linea verde Estate (Rai 1, 2020-2021)
- Buongiorno benessere (Rai 1, dal 2020)
- È sempre mezzogiorno (Rai 1, dal 2020)
- Viaggio nel corpo umano (Food Network, dal 2022)

## Radio
- Benvenuti nella giungla (Radio 105, 2015) ospite fisso [16]

## Opere
- I magnifici 20, Ponte alle Grazie, 2010, ISBN 978-8868332136
- Le ricette dei magnifici 20, Ponte alle Grazie, 2011, ISBN 978-8868332143
- Il talismano del mangiar sano, Skira Editore, 2011, ISBN 978-8857232126
- Tesoro, salviamo i ragazzi, Kowalsky per laFeltrinelli, 2012, ISBN 978-8874968183
- Un anno in cucina con Marco Bianchi, Ponte alle Grazie, 2012, ISBN 978-8868334246
- 9 mesi di ricette gustose per una gravidanza sana e gustosa, Ponte alle Grazie, 2013, ISBN 978-8862208116
- I cibi che aiutano a crescere con Lucilla Titta, Mondadori Electa, 2013, ISBN 978-8837093600
- A tavola con Marco Bianchi, Ponte alle Grazie, 2013 (raccolta distribuita con il Corriere della Sera[17])
- Ricette della dieta del digiuno, Mondadori, 2013, ISBN 978-8804648321
- 50 minuti 2 volte alla settimana. Gustose ricette e semplici esercizi per rimettersi in forma, Mondadori, 2014, ISBN 978-8804650140
- Io mi muovo. 10 minuti per 30 giorni, Mondadori, 2014, ISBN 978-8804659136
- Io mi voglio bene. Gli indispensabili in cucina, Mondadori, 2015, ISBN 978-8804662334
- La mia cucina italiana, Mondadori, 2015, ISBN 978-8804658085
- Noi ci vogliamo bene, Mondadori, 2016, ISBN 8804663170
- I magnifici 20 e le ricette, Ponte alle Grazie, 2017, ISBN 8868337959
- Cucinare è un atto d'amore. La mia dieta tra emozioni, prevenzione e benessere, HarperCollins Italia, 2017, ISBN 978-8869052712
- La mia cucina delle emozioni, HarperCollins Italia, 2018, ISBN 978-8869053931
- Il gusto della felicità in 50 ricette, HarperCollins Italia, 2019, ISBN 978-8869055553
- La nostra salute a tavola. La dieta mediterranea tra gusto, scienza e benessere, HarperCollins Italia, 2020, ISBN 978-8869056581
- Cucinare insieme è un gioco buonissimo, HarperCollins Italia, 2021, ISBN 978-8869059254
- Viaggio nel corpo umano tra scienza e ricette, HarperCollins Italia, 2021, ISBN 978-8869059964